# Goulfey (Sultanat)
Le Sultanat de Goulfey est l'une des chefferies traditionnelles au Cameroun. Située dans la région de l'Extrême-Nord au département du Logone-et-Chari au sein de la commune de Goulfey, elle compte parmi les chefferies traditionnelles de 1er degré du Septentrion. Elle est dirigée par Sa Majesté Ali Mahamat.

## Situation administrative et géographique
Le Sultanat de Goulfey est une chefferie kotoko supérieure répertoriée dans la région de l'Extrême-Nord. Cette chefferie traditionnelle de 1er degré est établie dans l'arrondissement de Goulfey, département du Logone-et-Chari. La fondation de ce sultanat remonterait à 1901. 

## Historique

### Origines du Sultanat
Le Sultanat de Goulfey (ou Gulfey, rarement Gulfei ou Gulfeil) était un sultanat Kotoko situé à l'Extrême-Nord de l'actuel Cameroun du côté camerounais du fleuve Logone, à environ 30 km au nord-ouest de Ndjamena. Le sultanat était aussi une cité-État car, comme les autres sultanats du Kotoko, il se composait principalement de la ville et de ses environs. Pendant longtemps, la capitale a été entourée d’un mur qui n’existe plus aujourd’hui. Le sort de ce sultanat plutôt petit est étroitement lié au sultanat de Makary et est donc parfois appelé Makari-Goulfey.  
Les origines de la principauté kotoko de Goulfey remonteraient à l'incursion d'un groupe Sao venu de l’Est guidés par un chef nommé Mamba. Ayant traversé le fleuve Chari, une femme appelée Oulmé Machilanga aurait dit ‘‘Malgbwé’’, ce qui signifie en langue Sao: "Je suis une source fatiguée". Dès lors, la localité prit le nom de Malgbwé et ses habitants furent appelés les ‘‘Tchalegbwé’’. Seulement, à la colonisation, les Français retinrent plutôt le nom de Goulfey. En raison du fait qu'étant interrogés par les occidentaux sur le nom de la cité, deux Arabes auraient répondu "goul-fey", ce qui correspond littéralement "dit au hasard".   

### Annexion française
Selon une autre genèse, le Sultanat de Goulfey est établi grâce à la victoire du cheikh Arabe choua Djagara (ou Jaggara) sur le seigneur de guerre Rabah, avec l'appui de l'administration française.  Les sultanats de Kotoko avaient été très tôt soumis au Royaume du Kanem-Bornu et existaient en tant qu'États vassaux dans le sud-est de l'empire. Lorsque la région fut annexée par l'empire colonial français, l'administrateur colonial Émile Gentil transféra les terres de Kotoko à Jaggara, le premier cheikh arabe choua à rejoindre les Français. Cependant, le territoire connu sous le nom de sultanat de Serbewel avec sa capitale Goulfey, resté sous l'administration coloniale française, n'a pas pu se consolider. Les dirigeants déchus des sultanats de Kotoko, Makari et Afade, levèrent une armée et marchèrent vers Goulfey. L'expédition punitive lancée par les Français était paradoxalement dirigée contre les Arabes Choua et non contre les insurgés. Jaggara étant désormais privé de sa base de pouvoir, l’administration coloniale a entamé une réorganisation du pays. Le pays était divisé en cinq cantons, à savoir Goulfey, Makari, Wulki, Afade et Bodo, à l'instar des sultanats de Kotoko. Plus au sud, il y avait au moins le sultanat Kotoko de Logone-Birni, qui n'a pas été affecté par les troubles car il n'a apparemment jamais été incorporé au sultanat de Serbewel. 

### Islamisation
Au XVe siècle, l'Islam est introduit à Goulfey, où il se mêle à la croyance locale: le culte du Varan. Cette forme hybride a intégré les cultes régionaux à un tel degré qu'on peut difficilement parler d'Islam au sens propre du terme. Depuis 1985 environ, le sunnisme et le wahhabisme se sont imposés et ont ébranlé le paysage culturel de Goulfey.

## Souverains successifs
Sa Majesté Ali Mahamat est le monarque dirigeant le Sultanat de Goulfey depuis le 14 décembre 1947. En avril 2023, sa communauté a célébré ses 75 ans de règne.
| N° | Période   | Noms et prénoms     |
| -- | --------- | ------------------- |
|    | 1947-     | Ali Mahamat         |
|    | 1937-1947 | Mahamat Ali Djagara |